# Beverwijk
Ne doit pas être confondu avec Beverwijck.
Beverwijk est une ville et une commune des Pays-Bas, située dans la province de Hollande-Septentrionale.

## Géographie
- situation : à 10 km au nord de Haarlem (capitale provinciale), 15 au nord-ouest d'Amsterdam (capitale des Pays-Bas, située dans la province) ;
- relief et hydrographie : relief très plat, polders, canaux, etc. ;
- transports : longée par l'autoroute A22 et proche de l'autoroute A9 ;
- structure urbaine ;
- activités économiques notables.

## Histoire
Au Moyen Âge, Beverwijk fait partie du comté de Hollande, fief dacu Saint-Empire romain germanique qui, en 1433, devient une des provinces des Pays-Bas bourguignons sous le règne de Philippe le Bon (1396-1467), celui-ci devenant comte de Hollande (toujours vassal de l'empereur), avant Charles le Téméraire (1433-1477), puis Marie de Bourgogne (1457-1482).
En 1492, des événements liés à la révolte du peuple du fromage et du pain (1491-1492) ont lieu à Beverwijk, lorsque les troupes de Witwolt von Schaumburg, au service de Maximilien d'Autriche, régent des Pays-Bas bourguignons au nom du duc Philippe le Beau, repousse les révoltés, qui assiégeaient Leyde, vers Noordwijk, puis vers Beverwijk, avant de les vaincre à Heemskerk.

## Politique et administration

### Liste des bourgmestres depuis 1945
| Portrait                                                         | Identité                                                                  | Période          | Période                                   | Durée                      | Étiquette                                           |
| Portrait                                                         | Identité                                                                  | Début            | Fin                                       | Durée                      | Étiquette                                           |
| ---------------------------------------------------------------- | ------------------------------------------------------------------------- | ---------------- | ----------------------------------------- | -------------------------- | --------------------------------------------------- |
| Harry Scholtens                                                  | Harry Scholtens (d) (10 mars 1895 - 1er août 1978)                        | 1945             | 1956                                      | 11 ans                     | Parti populaire catholique                          |
| Jan Gerben Stephanus Bruinsma                                    | Jan Gerben Stephanus Bruinsma (d) (8 juillet 1913 - 27 juillet 1975)      | 1er janvier 1957 | 27 juillet 1975 (mort en cours de mandat) | 18 ans, 6 mois et 26 jours | Parti populaire catholique                          |
| Ton Hubers                                                       | Ton Hubers (d) (2 octobre 1932 - 6 décembre 2005)                         | 1er mars 1976    | 28 février 1986                           | 9 ans, 11 mois et 27 jours | Parti populaire catholique Appel chrétien-démocrate |
| Wil Velders-Vlasblom                                             | Wil Velders-Vlasblom (en) (2 mai 1930 - 20 janvier 2019)                  | 1986             | 1995                                      | 9 ans                      | Parti travailliste                                  |
| Magda Berndsen, 7 novembre 2009.                                 | Magda Berndsen (en) (née le 4 mai 1950)                                   | 1995             | 1er octobre 2000                          | 5 ans                      | Démocrates 66                                       |
| Otto van Diepen                                                  | Par intérim : Otto van Diepen (d) (28 août 1932 - 1er février 2016)       | 1er octobre 2000 | 7 mai 2001                                | 7 mois et 6 jours          | Parti populaire pour la liberté et la démocratie    |
| Theo Weterings, 13 septembre 2014.                               | Theo Weterings (d) (né le 18 avril 1959)                                  | 7 mai 2001       | 20 avril 2007                             | 5 ans, 11 mois et 13 jours | Parti populaire pour la liberté et la démocratie    |
| Francisca Ravestein, 7 janvier 2022.                             | Par intérim : Francisca Ravestein (en) (26 octobre 1952 - 7 janvier 2024) | 20 avril 2007    | 17 janvier 2008                           | 8 mois et 28 jours         | Démocrates 66                                       |
| Han van Leeuwen                                                  | Han van Leeuwen (d) (né le 30 janvier 1954)                               | 17 janvier 2008  | 1er septembre 2014                        | 6 ans, 7 mois et 15 jours  | Démocrates 66                                       |
| Pas de portrait sous licence libre disponible pour Freek Ossel.  | Par intérim : Freek Ossel (d) (né le 13 juin 1954)                        | 2 septembre 2014 | mai 2017                                  | 2 ans et 8 mois            | Parti travailliste                                  |
| Pas de portrait sous licence libre disponible pour Martijn Smit. | Martijn Smit (d) (né le 2 mai 1963)                                       | 18 mai 2017      | En cours                                  | 7 ans, 9 mois et 24 jours  | Parti travailliste                                  |